# Aviram Baruchyan
Aviram Baruchyan (hébreu : אבירם ברוכיאן) est un footballeur international israélien né le 20 mars 1985 à Jérusalem. Il évolue  au poste de milieu de terrain.

## Biographie

### But international
| n° | Date             | Lieu                       | Adversaire | Résultat | Compétition                      |
| -- | ---------------- | -------------------------- | ---------- | -------- | -------------------------------- |
| 1  | 9 septembre 2009 | Stade Ramat Gan, Ramat Gan | Luxembourg | 7-0      | Éliminatoire Coupe du monde 2010 |